# مزرعة مزارع (أوتش هاتشا)
مزرعة مزارع (بالفارسية: مزرعه مزارع) هي منطقة سكنية تقع في إيران في قسم أوتش هاتشا الریفي. يقدر عدد سكانها بـ 127 نسمة .